# Szarvas hagyma
A szarvas hagyma (Allium carinatum) az amarilliszfélék családjába tartozó, rózsaszínes-lilás virágú, kertekbe is ültetett növény.

## Megjelenése
A szarvas hagyma 30–60 cm magas lágyszárú, évelő növény. 1-1,5 cm átmérőjű hagymája van, melyet barna vagy feketés, papírszerű hártya burkol be. Hengeres szára 25–45 cm-es, kb. a feléig beburkolják a levélhüvelyek. 3-4 hosszú, nagyon keskeny (1–2 mm), hosszában barázdált levele van, amelyek a végükön összezárulva csatornát alkothatnak.
Június-augusztusban virágzik. A többi hagymaféléhez képest kevés számú virága laza ernyőbe rendeződik. Kocsányaik hosszúak, 1–2 cm-esek, lehajlóak, a virágban sok esetben kis sarjhagyma is található. Kis virágainak szirma rózsaszíntől a liláig színeződhet. Porzói messze kiállnak a virágból. Beporzását rovarok végzik.
Két elfogadott alfaja létezik:
- Allium carinatum ssp. carinatum
- Allium carinatum ssp. pulchellum

## Elterjedése és termőhelye
Közép- és Dél-Európában elterjedt, előfordulásának határa keleten Ukrajna és a Baltikum, északon Dél-Skandinávia. A Brit-szigetekre dísznövényként vitték be a 18. században és a kertekből sok helyen kivadult.
Száraz réteken, kaszálókon, erdőszéleken, nyílt ligeterdőkben fordul elő.
Magyarországon védett, természetvédelmi értéke 5000 Ft. 

## Jelentősége
Kert dísznövényként ültetik, kinemesítették már fehér színváltozatát is. Hagymája és levelei ehetőek, enyhén hagymaízűek. Levét molyriasztóként alkalmazták. 

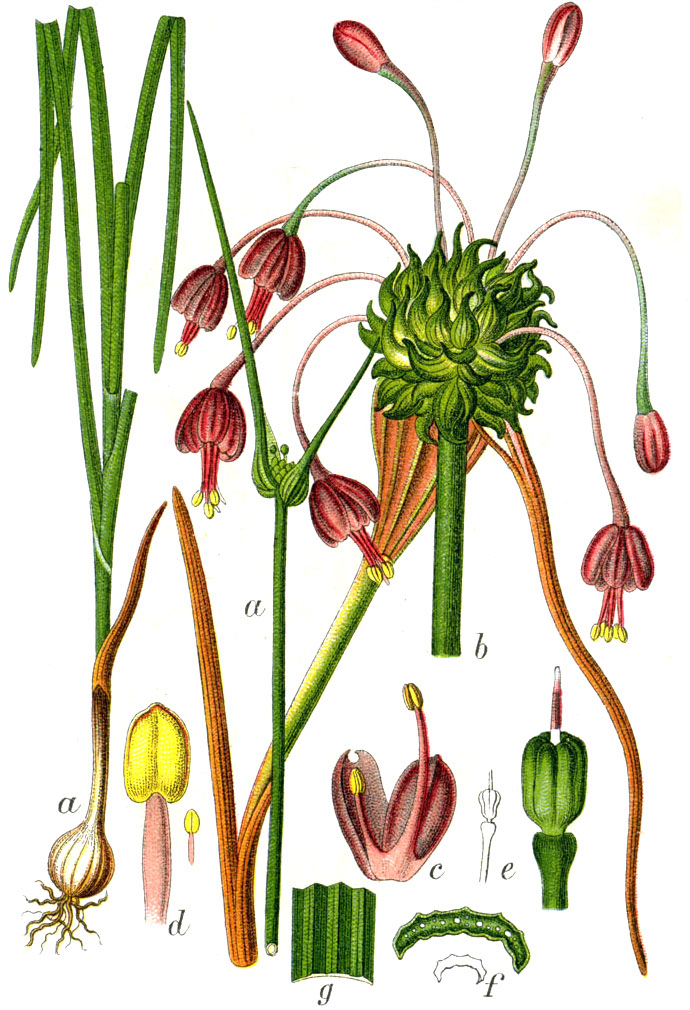
Szarvas hagyma az 1796-os Deutschlands Flora in Abbildungen-ben
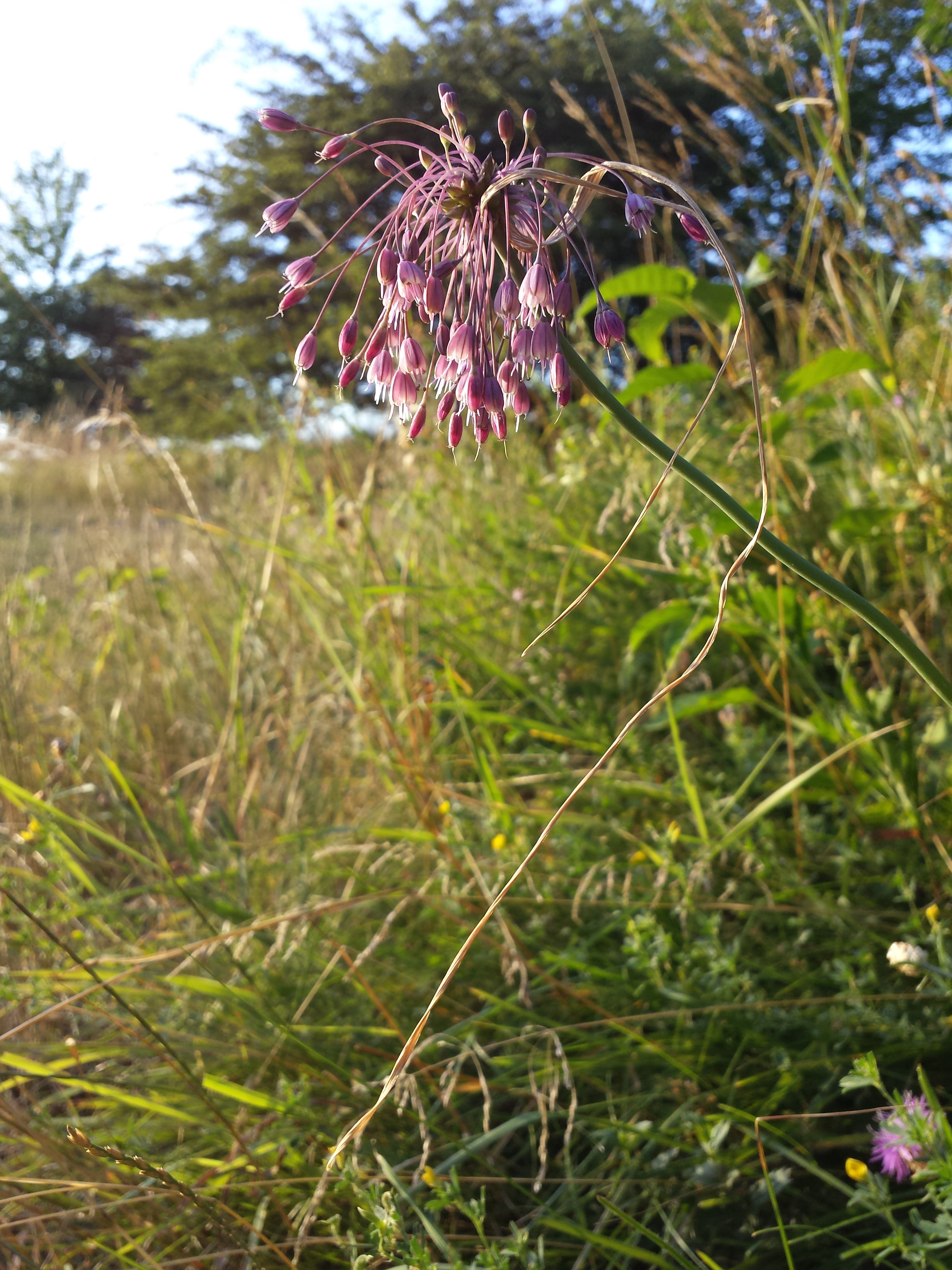
A. c. carinatum alfaja
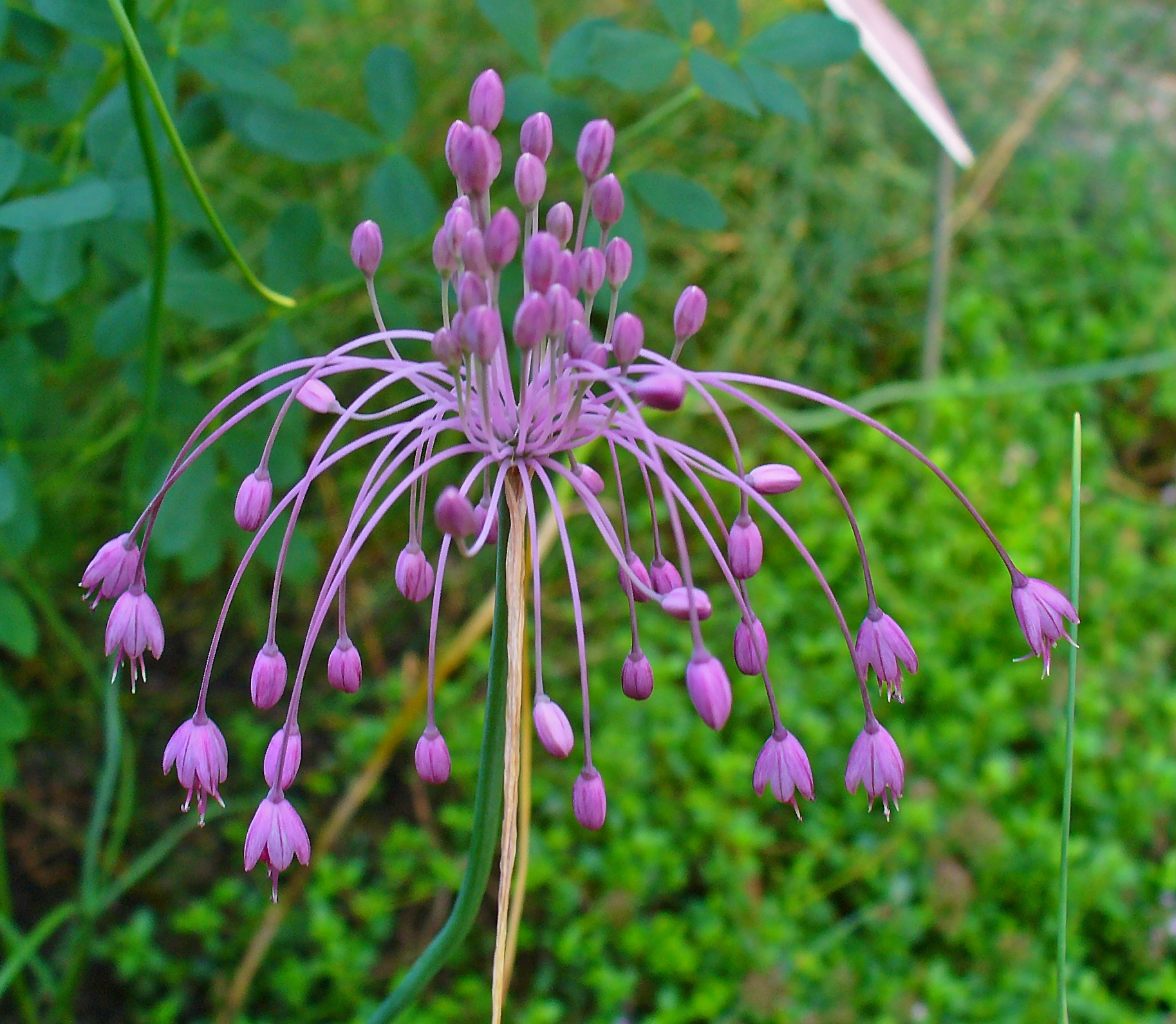
A. c. pulchellum alfaj
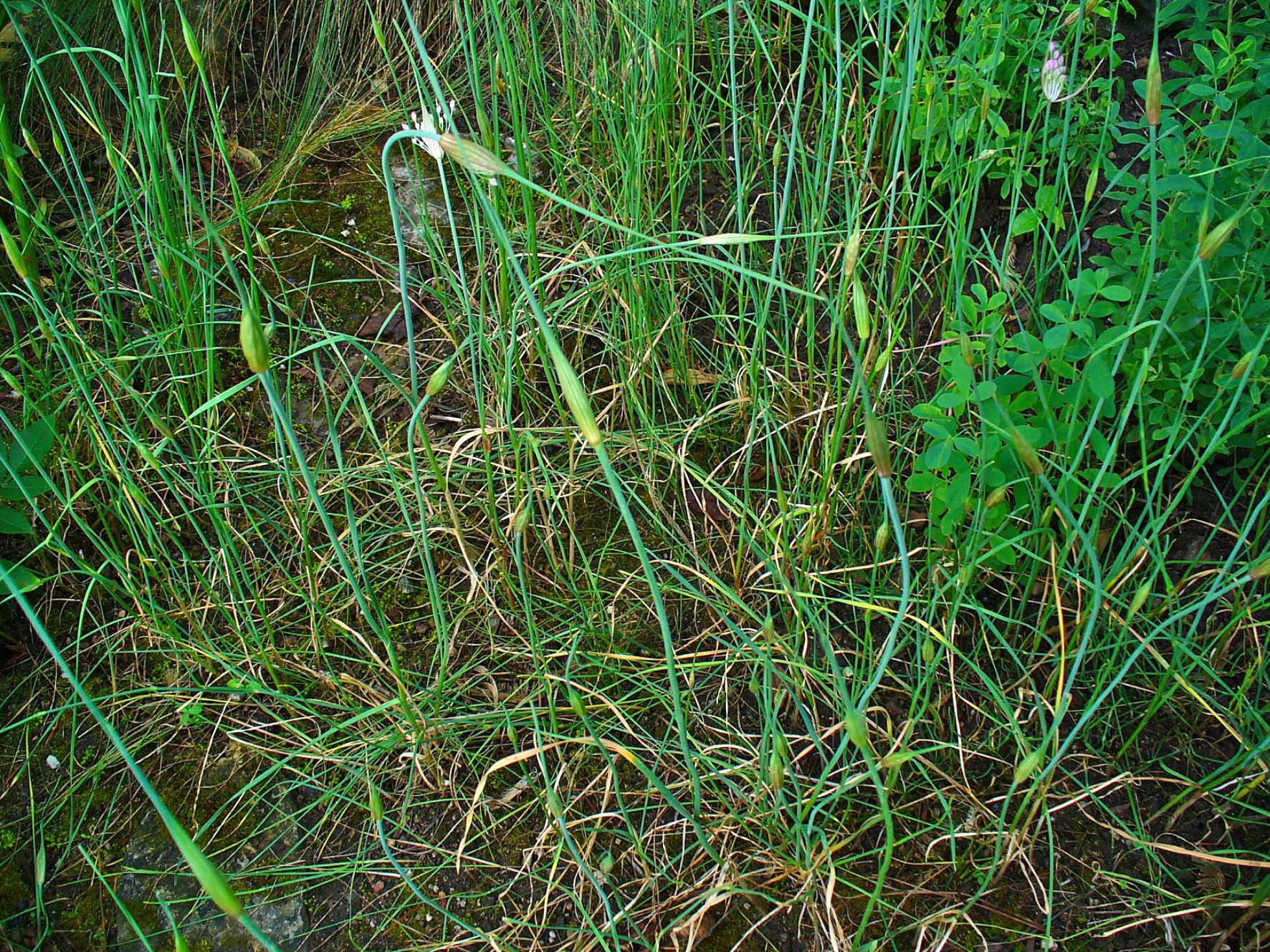
Fiatal hajtásai